# مطار تمنراست أقنار - حاج باي أخاموك
مطار تامنغست أقنار - حاج باي أخاموك (إياتا: TMR، إيكاو: DAAT)، هو مطار يخدم مدينة تمنراست في جنوب الجزائر. وقد وصل عدد المسافرين به في سنة 2017 إلى 574 146 مُسافر.
يتوفر المطار على محطة جوية مساحتها 2457 متر مربع، ومدرجين، المدرج الرئيسي بطول 3600 متر وعرض 45 متر، والمدرج الثانوي بطول 3000 متر وعرض 45 متر.

## شركات الطيران
| شركات الطيران           | الوجهات                                                                        |
| ----------------------- | ------------------------------------------------------------------------------ |
| الخطوط الجوية الجزائرية | الجزائر، وهران، غرداية، ورقلة، المنيعة، أدرار، عين صالح، إليزي، جانت، عين قزام |
| طيران الطاسيلي          | الجزائر                                                                        |